# اچ‌ام‌اس بی۹
اچ‌ام‌اس بی۹ (به انگلیسی: HMS B9) یک زیردریایی بود که طول آن ۱۳۵ فوت (۴۱ متر) بود. این زیردریایی در سال ۱۹۰۶ ساخته شد.